# Monay
Monay är en kommun i departementet Jura i regionen Bourgogne-Franche-Comté i östra Frankrike. Kommunen ligger i kantonen Sellières som tillhör arrondissementet Lons-le-Saunier. År 2022 hade Monay 124 invånare.

## Befolkningsutveckling
Antalet invånare i kommunen Monay
Referens:INSEE